# Cool Whip (marchio)
Cool Whip è un sostituto della panna montata prodotto dall'azienda statunitense Kraft Heinz.

## Storia
La Cool Whip venne creata dallo scienziato alimentare William A. Mitchell nel 1966 e immessa nel mercato lo stesso anno dalla Birds Eye, una divisione della General Foods che fa oggi parte della Kraft Heinz. Nell'arco di due anni dal lancio, la Cool Whip divenne il prodotto più redditizio della Birds Eye ed è tutt'oggi il più venduto del suo genere negli Stati Uniti. Nel corso degli anni sono state prodotte anche delle varianti dell'originaria Cool Whip.

## Ingredienti
La Cool Whip è composta da acqua, olio vegetale idrogenato (olio di cocco e palma), sciroppo di mais ad alto contenuto di fruttosio, sciroppo di mais, latte scremato, panna leggera (meno del 2%), caseinato di sodio, aromi naturali e artificiali, xantano e gomma di guar, polisorbato 60, monostearato di sorbitano, polifosfato di sodio e beta carotene che funge da colorante. Quando è contenuta nelle bombolette spray, la Cool Whip contiene anche protossido di azoto che funge da propellente.

## Proprietà nutritive
Ogni porzione da nove grammi fornisce 25 kcal di energia, di cui 1,5 grammi o 15 kcal provengono da grassi.